# Paraputo loranthi
Paraputo loranthi är en insektsart som först beskrevs av Hugh Edwin Strickland 1947.  Paraputo loranthi ingår i släktet Paraputo och familjen ullsköldlöss. Inga underarter finns listade i Catalogue of Life.